# Réseau interurbain de l'Ardèche
Cars Région Ardèche, anciennement Le Sept, est le réseau de transports interurbains géré et financé par la région Auvergne-Rhône-Alpes. Il dessert les communes du département de l'Ardèche, ainsi que des communes limitrophes dans les départements voisins, notamment dans la Drôme.
Depuis le 1er septembre 2017, la Région Auvergne-Rhône-Alpes est autorité organisatrice des transports interurbains et scolaires. Dans l'Ardèche, la compétence est déléguée au département jusqu'au 1er janvier 2018.
En janvier 2021, le réseau Le Sept prend le nom de Cars Région Ardèche.

## Le réseau

### Présentation
Le réseau interurbain Cars Région Ardèche compte 19 lignes régulières et des doublages scolaires. Les intercommunalités ardéchoises assurent, pour certaines d'entre elles, des services de transport à la demande.
Au 1er septembre 2021, la numérotation est adaptée à la nouvelle numérotation alphanumérique régionale, avec la lettre « E » pour les lignes suivi d'un chiffre allant de 3 à 31.

### Lignes régulières

#### Lignes E01 à E09
| Ligne | Caractéristiques | Caractéristiques                                                                                   | Caractéristiques                                                                                   | Caractéristiques                                                                                   | Caractéristiques                                                                                   | Caractéristiques                                                                                   | Caractéristiques                                                                                   | Caractéristiques                                                                                   | Caractéristiques                                                                                   |
| E03   | Annonay — Gare routière ⥋ Valence — Gare routière | Annonay — Gare routière ⥋ Valence — Gare routière                                                  | Annonay — Gare routière ⥋ Valence — Gare routière                                                  | Annonay — Gare routière ⥋ Valence — Gare routière                                                  | Annonay — Gare routière ⥋ Valence — Gare routière                                                  | Annonay — Gare routière ⥋ Valence — Gare routière                                                  | Annonay — Gare routière ⥋ Valence — Gare routière                                                  | Annonay — Gare routière ⥋ Valence — Gare routière                                                  | Annonay — Gare routière ⥋ Valence — Gare routière                                                  |
| ----- | --- | -------------------------------------------------------------------------------------------------- | -------------------------------------------------------------------------------------------------- | -------------------------------------------------------------------------------------------------- | -------------------------------------------------------------------------------------------------- | -------------------------------------------------------------------------------------------------- | -------------------------------------------------------------------------------------------------- | -------------------------------------------------------------------------------------------------- | -------------------------------------------------------------------------------------------------- |
| E03   | Ouverture / Fermeture — / — | Longueur —                                                                                         | Durée 90 min                                                                                       | Nb. d’arrêts 45                                                                                    | Matériel —                                                                                         | Jours de fonctionnement L, Ma, Me, J, V, S, D                                                      | Jour / Soir / Nuit / Fêtes O / N / N / O                                                           | Voy. / an —                                                                                        | Exploitant Les Courriers Rhodaniens                                                                |
| E03   | Desserte : - Ville et lieux desservis : Annonay, Davézieux, Saint-Cyr, Saint-Étienne-de-Valoux, Andance, Saint-Désirat, Sarras, Ozon, Arras-sur-Rhône, Vion, Lemps, Saint-Jean-de-Muzols, Tournon-sur-Rhône, Mauves, Glun, Châteaubourg, Cornas, Saint-Péray, Guilherand-Granges et Valence - Gares desservies : Gare de Valence-Ville | | | | | | | | |
| E03   | Autre : - Amplitudes horaires : La ligne fonctionne du lundi au vendredi de 5 h 40 à 20 h 40 environ, le samedi à raison de cinq allers-retours par jour et les dimanches et fêtes à raison de deux allers-retours par jour. - Particularités : Quelques services ne desservent pas Saint-Désirat. - Date de dernière mise à jour : 20 juillet 2021. | | | | | | | | |
| E03   | Dernière actualisation : — | | | | | | | | |
| E03+  | Tournon — Gare routière ⥋ Valence — Gare routière | Tournon — Gare routière ⥋ Valence — Gare routière                                                  | Tournon — Gare routière ⥋ Valence — Gare routière                                                  | Tournon — Gare routière ⥋ Valence — Gare routière                                                  | Tournon — Gare routière ⥋ Valence — Gare routière                                                  | Tournon — Gare routière ⥋ Valence — Gare routière                                                  | Tournon — Gare routière ⥋ Valence — Gare routière                                                  | Tournon — Gare routière ⥋ Valence — Gare routière                                                  | Tournon — Gare routière ⥋ Valence — Gare routière                                                  |
| E03+  | Ouverture / Fermeture — / — | Longueur —                                                                                         | Durée 35 min                                                                                       | Nb. d’arrêts 17                                                                                    | Matériel —                                                                                         | Jours de fonctionnement L, Ma, Me, J, V, S, D                                                      | Jour / Soir / Nuit / Fêtes O / N / N / O                                                           | Voy. / an —                                                                                        | Exploitant Les Courriers Rhodaniens                                                                |
| E03+  | Desserte : - Ville et lieux desservis : Tournon-sur-Rhône, Mauves, Glun, Châteaubourg, Cornas, Saint-Péray, Guilherand-Granges et Valence - Gares desservies : Gare de Valence-Ville | | | | | | | | |
| E03+  | Autre : - Amplitudes horaires : La ligne fonctionne du lundi au vendredi de 5 h 55 à 20 h 40, le samedi de 7 h 20 à 19 h 50 et les dimanches et fêtes de 7 h 20 à 18 h 55 environ. - Date de dernière mise à jour : 20 juillet 2021. | | | | | | | | |
| E03+  | Dernière actualisation : — | | | | | | | | |
| E04   | Le Péage-de-Roussillon — Gare SNCF ⥋ Annonay — Gare routière | Le Péage-de-Roussillon — Gare SNCF ⥋ Annonay — Gare routière                                       | Le Péage-de-Roussillon — Gare SNCF ⥋ Annonay — Gare routière                                       | Le Péage-de-Roussillon — Gare SNCF ⥋ Annonay — Gare routière                                       | Le Péage-de-Roussillon — Gare SNCF ⥋ Annonay — Gare routière                                       | Le Péage-de-Roussillon — Gare SNCF ⥋ Annonay — Gare routière                                       | Le Péage-de-Roussillon — Gare SNCF ⥋ Annonay — Gare routière                                       | Le Péage-de-Roussillon — Gare SNCF ⥋ Annonay — Gare routière                                       | Le Péage-de-Roussillon — Gare SNCF ⥋ Annonay — Gare routière                                       |
| E04   | Ouverture / Fermeture — / — | Longueur —                                                                                         | Durée 70 min                                                                                       | Nb. d’arrêts 40                                                                                    | Matériel —                                                                                         | Jours de fonctionnement L, Ma, Me, J, V                                                            | Jour / Soir / Nuit / Fêtes O / N / N / N                                                           | Voy. / an —                                                                                        | Exploitant SRADDA                                                                                  |
| E04   | Desserte : - Ville et lieux desservis : Le Péage-de-Roussillon, Roussillon, Sablons, Chanas, Saint-Rambert-d'Albon, Andancette, Saint-Vallier, Serrières, Peyraud, Champagne, Sarras, Saint-Désirat, Saint-Étienne-de-Valoux, Saint-Cyr, Davézieux et Annonay - Gares desservies : Gare du Péage-de-Roussillon et Gare de Saint-Rambert-d'Albon | | | | | | | | |
| E04   | Autre : - Amplitudes horaires : La ligne fonctionne du lundi au vendredi de 6 h 35 à 20 h 15 environ. - Date de dernière mise à jour : 20 juillet 2021. | | | | | | | | |
| E04   | Dernière actualisation : — | | | | | | | | |
| E05   | Tournon — Gare routière ⥋ Saint-Agrève — Centre (Le Chambon-sur-Lignon — Place des Balayes en été) | Tournon — Gare routière ⥋ Saint-Agrève — Centre (Le Chambon-sur-Lignon — Place des Balayes en été) | Tournon — Gare routière ⥋ Saint-Agrève — Centre (Le Chambon-sur-Lignon — Place des Balayes en été) | Tournon — Gare routière ⥋ Saint-Agrève — Centre (Le Chambon-sur-Lignon — Place des Balayes en été) | Tournon — Gare routière ⥋ Saint-Agrève — Centre (Le Chambon-sur-Lignon — Place des Balayes en été) | Tournon — Gare routière ⥋ Saint-Agrève — Centre (Le Chambon-sur-Lignon — Place des Balayes en été) | Tournon — Gare routière ⥋ Saint-Agrève — Centre (Le Chambon-sur-Lignon — Place des Balayes en été) | Tournon — Gare routière ⥋ Saint-Agrève — Centre (Le Chambon-sur-Lignon — Place des Balayes en été) | Tournon — Gare routière ⥋ Saint-Agrève — Centre (Le Chambon-sur-Lignon — Place des Balayes en été) |
| E05   | Ouverture / Fermeture — / — | Longueur —                                                                                         | Durée 95 (115) min                                                                                 | Nb. d’arrêts 30 (35)                                                                               | Matériel —                                                                                         | Jours de fonctionnement L, Ma, Me, J, V, S, D                                                      | Jour / Soir / Nuit / Fêtes O / N / N / O                                                           | Voy. / an —                                                                                        | Exploitant Transports Arôme                                                                        |
| E05   | Desserte : - Ville et lieux desservis : Tournon-sur-Rhône, Saint-Péray, Arlebosc, Boucieu-le-Roi, Le Crestet, Lamastre, Desaignes, Saint-Agrève, Mars et Le Chambon-sur-Lignon - Gares desservies : Aucune. | | | | | | | | |
| E05   | Autre : - Amplitudes horaires : La ligne fonctionne du lundi au vendredi à raison de cinq allers-retours par jour, le samedi à raison de deux allers-retours par jour et les dimanches et fêtes à raison d'un aller-retour par jour. - Particularités : - En période scolaire, un service entre Lamastre et Saint-Barthélemy-le-Plain est assuré ; - En période scolaire et à titre temporaire en raison de travaux, un service entre Tournon et Gilhoc est assuré ; - En été, la ligne dessert Mars et le Chambon-sur-Lignon. - Date de dernière mise à jour : 20 juillet 2021. | | | | | | | | |
| E05   | Dernière actualisation : — | | | | | | | | |
| E07   | Lamastre — Centre ⥋ Annonay — Gare routière | Lamastre — Centre ⥋ Annonay — Gare routière                                                        | Lamastre — Centre ⥋ Annonay — Gare routière                                                        | Lamastre — Centre ⥋ Annonay — Gare routière                                                        | Lamastre — Centre ⥋ Annonay — Gare routière                                                        | Lamastre — Centre ⥋ Annonay — Gare routière                                                        | Lamastre — Centre ⥋ Annonay — Gare routière                                                        | Lamastre — Centre ⥋ Annonay — Gare routière                                                        | Lamastre — Centre ⥋ Annonay — Gare routière                                                        |
| E07   | Ouverture / Fermeture — / — | Longueur —                                                                                         | Durée 98 min                                                                                       | Nb. d’arrêts 50                                                                                    | Matériel —                                                                                         | Jours de fonctionnement L, Ma, Me, J, V                                                            | Jour / Soir / Nuit / Fêtes O / N / N / N                                                           | Voy. / an —                                                                                        | Exploitant Autocars Chabannes                                                                      |
| E07   | Desserte : - Ville et lieux desservis : Lamastre, Le Crestet, Empurany, Arlebosc, Bozas, Saint-Félicien, Saint-Victor, Saint-Jeure-d'Ay, Saint-Romain-d'Ay, Quintenas, Roiffieux et Annonay - Gares desservies : Aucune. | | | | | | | | |
| E07   | Autre : - Amplitudes horaires : La ligne fonctionne du lundi au vendredi à raison d'un à deux allers-retours par jour. - Date de dernière mise à jour : 20 juillet 2021. | | | | | | | | |
| E07   | Dernière actualisation : — | | | | | | | | |
| E08   | Annonay — Gare routière ⥋ Satillieu — Gare routière / Lalouvesc — Centre | Annonay — Gare routière ⥋ Satillieu — Gare routière / Lalouvesc — Centre                           | Annonay — Gare routière ⥋ Satillieu — Gare routière / Lalouvesc — Centre                           | Annonay — Gare routière ⥋ Satillieu — Gare routière / Lalouvesc — Centre                           | Annonay — Gare routière ⥋ Satillieu — Gare routière / Lalouvesc — Centre                           | Annonay — Gare routière ⥋ Satillieu — Gare routière / Lalouvesc — Centre                           | Annonay — Gare routière ⥋ Satillieu — Gare routière / Lalouvesc — Centre                           | Annonay — Gare routière ⥋ Satillieu — Gare routière / Lalouvesc — Centre                           | Annonay — Gare routière ⥋ Satillieu — Gare routière / Lalouvesc — Centre                           |
| E08   | Ouverture / Fermeture — / — | Longueur —                                                                                         | Durée 40 / 45 min                                                                                  | Nb. d’arrêts 31 / 39                                                                               | Matériel —                                                                                         | Jours de fonctionnement L, Ma, Me, J, V, S                                                         | Jour / Soir / Nuit / Fêtes O / N / N / N                                                           | Voy. / an —                                                                                        | Exploitant Autocars Stéphanois Transdev RA                                                         |
| E08   | Desserte : - Ville et lieux desservis : Annonay, Roiffieux, Quintenas, Saint-Alban-d'Ay, Satillieu, Saint-Romain-d'Ay et Lalouvesc - Gares desservies : Aucune. | | | | | | | | |
| E08   | Autre : - Amplitudes horaires : La ligne fonctionne du lundi au vendredi de 6 h 30 à 18 h 55 environ et le samedi à raison de deux allers-retours par jour. - Particularités : Selon les services, la ligne a tour terminus Satillieu ou Lalouvesc. - Date de dernière mise à jour : 20 juillet 2021. | | | | | | | | |
| E08   | Dernière actualisation : — | | | | | | | | |
| E09   | Antraigues — Village ⥋ Aubenas — Place de la paix | Antraigues — Village ⥋ Aubenas — Place de la paix                                                  | Antraigues — Village ⥋ Aubenas — Place de la paix                                                  | Antraigues — Village ⥋ Aubenas — Place de la paix                                                  | Antraigues — Village ⥋ Aubenas — Place de la paix                                                  | Antraigues — Village ⥋ Aubenas — Place de la paix                                                  | Antraigues — Village ⥋ Aubenas — Place de la paix                                                  | Antraigues — Village ⥋ Aubenas — Place de la paix                                                  | Antraigues — Village ⥋ Aubenas — Place de la paix                                                  |
| E09   | Ouverture / Fermeture — / — | Longueur —                                                                                         | Durée 40 min                                                                                       | Nb. d’arrêts 19                                                                                    | Matériel —                                                                                         | Jours de fonctionnement L, Ma, Me, J, V                                                            | Jour / Soir / Nuit / Fêtes O / N / N / N                                                           | Voy. / an —                                                                                        | Exploitant Arsac Tourisme                                                                          |
| E09   | Desserte : - Ville et lieux desservis : Antraigues, Asperjoc, Vals-les-Bains, Labégude et Aubenas - Gares desservies : Aucune. | | | | | | | | |
| E09   | Autre : - Amplitudes horaires : La ligne fonctionne du lundi au vendredi à raison d'un à deux allers-retours par jour. - Date de dernière mise à jour : 20 juillet 2021. | | | | | | | | |
| E09   | Dernière actualisation : — | | | | | | | | |

#### Lignes E10 à E19
| Ligne | Caractéristiques | Caractéristiques                                                                         | Caractéristiques                                                                         | Caractéristiques                                                                         | Caractéristiques                                                                         | Caractéristiques                                                                         | Caractéristiques                                                                         | Caractéristiques                                                                         | Caractéristiques                                                                         |
| E10   | La Souche — Place ⥋ Aubenas — Place de la paix | La Souche — Place ⥋ Aubenas — Place de la paix                                           | La Souche — Place ⥋ Aubenas — Place de la paix                                           | La Souche — Place ⥋ Aubenas — Place de la paix                                           | La Souche — Place ⥋ Aubenas — Place de la paix                                           | La Souche — Place ⥋ Aubenas — Place de la paix                                           | La Souche — Place ⥋ Aubenas — Place de la paix                                           | La Souche — Place ⥋ Aubenas — Place de la paix                                           | La Souche — Place ⥋ Aubenas — Place de la paix                                           |
| ----- | --- | ---------------------------------------------------------------------------------------- | ---------------------------------------------------------------------------------------- | ---------------------------------------------------------------------------------------- | ---------------------------------------------------------------------------------------- | ---------------------------------------------------------------------------------------- | ---------------------------------------------------------------------------------------- | ---------------------------------------------------------------------------------------- | ---------------------------------------------------------------------------------------- |
| E10   | Ouverture / Fermeture — / — | Longueur —                                                                               | Durée 30 min                                                                             | Nb. d’arrêts 24                                                                          | Matériel —                                                                               | Jours de fonctionnement L, Ma, Me, J, V                                                  | Jour / Soir / Nuit / Fêtes O / N / N / N                                                 | Voy. / an —                                                                              | Exploitant Arsac Tourisme                                                                |
| E10   | Desserte : - Ville et lieux desservis : La Souche, Jaujac, Prades, Lalevade, Labégude et Aubenas - Gares desservies : Aucune. |                                                                                          |                                                                                          |                                                                                          |                                                                                          |                                                                                          |                                                                                          |                                                                                          |                                                                                          |
| E10   | Autre : - Amplitudes horaires : La ligne fonctionne du lundi au vendredi à raison de trois allers-retours par jour. - Date de dernière mise à jour : 20 juillet 2021. |                                                                                          |                                                                                          |                                                                                          |                                                                                          |                                                                                          |                                                                                          |                                                                                          |                                                                                          |
| E10   | Dernière actualisation : — |                                                                                          |                                                                                          |                                                                                          |                                                                                          |                                                                                          |                                                                                          |                                                                                          |                                                                                          |
| E12   | Le Cheylard — Collège Saint-Louis ⥋ Valence — Gare routière | Le Cheylard — Collège Saint-Louis ⥋ Valence — Gare routière                              | Le Cheylard — Collège Saint-Louis ⥋ Valence — Gare routière                              | Le Cheylard — Collège Saint-Louis ⥋ Valence — Gare routière                              | Le Cheylard — Collège Saint-Louis ⥋ Valence — Gare routière                              | Le Cheylard — Collège Saint-Louis ⥋ Valence — Gare routière                              | Le Cheylard — Collège Saint-Louis ⥋ Valence — Gare routière                              | Le Cheylard — Collège Saint-Louis ⥋ Valence — Gare routière                              | Le Cheylard — Collège Saint-Louis ⥋ Valence — Gare routière                              |
| E12   | Ouverture / Fermeture — / — | Longueur —                                                                               | Durée 98 min                                                                             | Nb. d’arrêts 43                                                                          | Matériel IVECO Evadys                                                                    | Jours de fonctionnement L, Ma, Me, J, V, S, D                                            | Jour / Soir / Nuit / Fêtes O / N / N / O                                                 | Voy. / an —                                                                              | Exploitant Transports Arôme                                                              |
| E12   | Desserte : - Ville et lieux desservis : Le Cheylard, Saint-Michel-d'Aurance, Saint-Barthélemy-le-Meil, Beauvène, Saint-Maurice-en-Chalencon, Saint-Sauveur-de-Montagut, Les Ollières, Dunière-sur-Eyrieux, Saint-Fortunat-sur-Eyrieux, Saint-Laurent-du-Pape, Beauchastel, Saint-Georges-les-Bains, Charmes-sur-Rhône, Soyons, Guilherand-Granges et Valence - Gares desservies : Gare de Valence-Ville. |                                                                                          |                                                                                          |                                                                                          |                                                                                          |                                                                                          |                                                                                          |                                                                                          |                                                                                          |
| E12   | Autre : - Amplitudes horaires : La ligne fonctionne du lundi au vendredi à raison de cinq allers-retours par jour, le samedi à raison de trois allers-retours par jour et les dimanches et fêtes à raison de deux allers-retours par jour. - Date de dernière mise à jour : 20 juillet 2021. |                                                                                          |                                                                                          |                                                                                          |                                                                                          |                                                                                          |                                                                                          |                                                                                          |                                                                                          |
| E12   | Dernière actualisation : — |                                                                                          |                                                                                          |                                                                                          |                                                                                          |                                                                                          |                                                                                          |                                                                                          |                                                                                          |
| E13   | Aubenas — Place de la paix ⥋ Les Vans — Centre / Alès — Gare routière | Aubenas — Place de la paix ⥋ Les Vans — Centre / Alès — Gare routière                    | Aubenas — Place de la paix ⥋ Les Vans — Centre / Alès — Gare routière                    | Aubenas — Place de la paix ⥋ Les Vans — Centre / Alès — Gare routière                    | Aubenas — Place de la paix ⥋ Les Vans — Centre / Alès — Gare routière                    | Aubenas — Place de la paix ⥋ Les Vans — Centre / Alès — Gare routière                    | Aubenas — Place de la paix ⥋ Les Vans — Centre / Alès — Gare routière                    | Aubenas — Place de la paix ⥋ Les Vans — Centre / Alès — Gare routière                    | Aubenas — Place de la paix ⥋ Les Vans — Centre / Alès — Gare routière                    |
| E13   | Ouverture / Fermeture — / — | Longueur —                                                                               | Durée 75 / 132 min                                                                       | Nb. d’arrêts 32 / 48                                                                     | Matériel —                                                                               | Jours de fonctionnement L, Ma, Me, J, V, S, D                                            | Jour / Soir / Nuit / Fêtes O / O / N / O                                                 | Voy. / an —                                                                              | Exploitant Autocars Ginhoux                                                              |
| E13   | Desserte : - Ville et lieux desservis : Aubenas, Saint-Étienne-de-Fontbellon, Saint-Sernin, Lachapelle-sous-Aubenas, Vinezac, Uzer, Largentière, Montréal, Laurac, Rosières, Joyeuse, Lablachère, Les Assions, Les Vans, Chambonas, Banne, Saint-Paul-le-Jeune, Courry, Saint-Brès, Saint-Ambroix et Alès - Gares desservies : Gare d'Alès.                                                              |                                                                                          |                                                                                          |                                                                                          |                                                                                          |                                                                                          |                                                                                          |                                                                                          |                                                                                          |
| E13   | Autre : - Amplitudes horaires : La ligne fonctionne du lundi au vendredi de 6 h à 23 h 25, le samedi de 6 h 50 à 23 h 25 environ et les dimanches et fêtes à raison de cinq allers-retours par jour. - Particularités : La ligne dessert Alès à certains services. - Date de dernière mise à jour : 20 juillet 2021.                                                                                     |                                                                                          |                                                                                          |                                                                                          |                                                                                          |                                                                                          |                                                                                          |                                                                                          |                                                                                          |
| E13   | Dernière actualisation : — |                                                                                          |                                                                                          |                                                                                          |                                                                                          |                                                                                          |                                                                                          |                                                                                          |                                                                                          |
| E15   | Aubenas — Place de la paix ⥋ Vallon-Pont-d'Arc — Gare routière / Avignon — Gare routière | Aubenas — Place de la paix ⥋ Vallon-Pont-d'Arc — Gare routière / Avignon — Gare routière | Aubenas — Place de la paix ⥋ Vallon-Pont-d'Arc — Gare routière / Avignon — Gare routière | Aubenas — Place de la paix ⥋ Vallon-Pont-d'Arc — Gare routière / Avignon — Gare routière | Aubenas — Place de la paix ⥋ Vallon-Pont-d'Arc — Gare routière / Avignon — Gare routière | Aubenas — Place de la paix ⥋ Vallon-Pont-d'Arc — Gare routière / Avignon — Gare routière | Aubenas — Place de la paix ⥋ Vallon-Pont-d'Arc — Gare routière / Avignon — Gare routière | Aubenas — Place de la paix ⥋ Vallon-Pont-d'Arc — Gare routière / Avignon — Gare routière | Aubenas — Place de la paix ⥋ Vallon-Pont-d'Arc — Gare routière / Avignon — Gare routière |
| E15   | Ouverture / Fermeture — / — | Longueur —                                                                               | Durée 50 / 175 min                                                                       | Nb. d’arrêts 22 / 27                                                                     | Matériel —                                                                               | Jours de fonctionnement L, Ma, Me, J, V, S, D                                            | Jour / Soir / Nuit / Fêtes O / O / N / O                                                 | Voy. / an —                                                                              | Exploitant Autocars Ginhoux                                                              |
| E15   | Desserte : - Ville et lieux desservis : Aubenas, Saint-Étienne-de-Fontbellon, Saint-Sernin, Vogüé, Saint-Maurice-d'Ardèche, Balazuc, Pradons, Ruoms, Sampzon, Vallon-Pont-d'Arc, Salavas, Vagnas, Barjac et Avignon - Gares desservies : Gare d'Avignon TGV et Gare d'Avignon-Centre. |                                                                                          |                                                                                          |                                                                                          |                                                                                          |                                                                                          |                                                                                          |                                                                                          |                                                                                          |
| E15   | Autre : - Amplitudes horaires : La ligne fonctionne tous les jours de 6 h 55 à 21 h 5 environ. - Particularités : La ligne dessert Avignon à certains services. - Date de dernière mise à jour : 20 juillet 2021. |                                                                                          |                                                                                          |                                                                                          |                                                                                          |                                                                                          |                                                                                          |                                                                                          |                                                                                          |
| E15   | Dernière actualisation : — |                                                                                          |                                                                                          |                                                                                          |                                                                                          |                                                                                          |                                                                                          |                                                                                          |                                                                                          |
| E16   | Burzet — Village ⥋ Aubenas — Place de la paix | Burzet — Village ⥋ Aubenas — Place de la paix                                            | Burzet — Village ⥋ Aubenas — Place de la paix                                            | Burzet — Village ⥋ Aubenas — Place de la paix                                            | Burzet — Village ⥋ Aubenas — Place de la paix                                            | Burzet — Village ⥋ Aubenas — Place de la paix                                            | Burzet — Village ⥋ Aubenas — Place de la paix                                            | Burzet — Village ⥋ Aubenas — Place de la paix                                            | Burzet — Village ⥋ Aubenas — Place de la paix                                            |
| E16   | Ouverture / Fermeture — / — | Longueur —                                                                               | Durée 40 min                                                                             | Nb. d’arrêts 34                                                                          | Matériel —                                                                               | Jours de fonctionnement L, Ma, Me, J, V                                                  | Jour / Soir / Nuit / Fêtes O / N / N / N                                                 | Voy. / an —                                                                              | Exploitant Arsac Tourisme                                                                |
| E16   | Desserte : - Ville et lieux desservis : Burzet, Saint-Pierre-de-Colombier, Montpezat-sous-Bauzon, Meyras, Pont-de-Labeaume, Lalevade, Labégude et Aubenas - Gares desservies : Aucune. |                                                                                          |                                                                                          |                                                                                          |                                                                                          |                                                                                          |                                                                                          |                                                                                          |                                                                                          |
| E16   | Autre : - Amplitudes horaires : La ligne fonctionne du lundi au vendredi à raison de quatre allers-retours par jour. - Date de dernière mise à jour : 20 juillet 2021. |                                                                                          |                                                                                          |                                                                                          |                                                                                          |                                                                                          |                                                                                          |                                                                                          |                                                                                          |
| E16   | Dernière actualisation : — |                                                                                          |                                                                                          |                                                                                          |                                                                                          |                                                                                          |                                                                                          |                                                                                          |                                                                                          |
| E17   | Langogne — Centre ⥋ Aubenas — Place de la paix | Langogne — Centre ⥋ Aubenas — Place de la paix                                           | Langogne — Centre ⥋ Aubenas — Place de la paix                                           | Langogne — Centre ⥋ Aubenas — Place de la paix                                           | Langogne — Centre ⥋ Aubenas — Place de la paix                                           | Langogne — Centre ⥋ Aubenas — Place de la paix                                           | Langogne — Centre ⥋ Aubenas — Place de la paix                                           | Langogne — Centre ⥋ Aubenas — Place de la paix                                           | Langogne — Centre ⥋ Aubenas — Place de la paix                                           |
| E17   | Ouverture / Fermeture — / — | Longueur —                                                                               | Durée 93 min                                                                             | Nb. d’arrêts 37                                                                          | Matériel —                                                                               | Jours de fonctionnement L, Ma, Me, J, V                                                  | Jour / Soir / Nuit / Fêtes O / N / N / N                                                 | Voy. / an —                                                                              | Exploitant Autocars Ginhoux Autocars Hugon                                               |
| E17   | Desserte : - Ville et lieux desservis : Langogne, Lesperon, Lavillatte, Lanarce, Astet, Mayres, Barnas, Thueyts, Meyras, Pont-de-Labeaume, Lalevade, Labégude et Aubenas - Gares desservies : Gare de Langogne. |                                                                                          |                                                                                          |                                                                                          |                                                                                          |                                                                                          |                                                                                          |                                                                                          |                                                                                          |
| E17   | Autre : - Amplitudes horaires : La ligne fonctionne du lundi au vendredi à raison de trois allers-retours par jour. - Date de dernière mise à jour : 20 juillet 2021. |                                                                                          |                                                                                          |                                                                                          |                                                                                          |                                                                                          |                                                                                          |                                                                                          |                                                                                          |
| E17   | Dernière actualisation : — |                                                                                          |                                                                                          |                                                                                          |                                                                                          |                                                                                          |                                                                                          |                                                                                          |                                                                                          |
| E18   | Privas — Cours du palais ⥋ Montélimar — Gare SNCF | Privas — Cours du palais ⥋ Montélimar — Gare SNCF                                        | Privas — Cours du palais ⥋ Montélimar — Gare SNCF                                        | Privas — Cours du palais ⥋ Montélimar — Gare SNCF                                        | Privas — Cours du palais ⥋ Montélimar — Gare SNCF                                        | Privas — Cours du palais ⥋ Montélimar — Gare SNCF                                        | Privas — Cours du palais ⥋ Montélimar — Gare SNCF                                        | Privas — Cours du palais ⥋ Montélimar — Gare SNCF                                        | Privas — Cours du palais ⥋ Montélimar — Gare SNCF                                        |
| E18   | Ouverture / Fermeture — / — | Longueur —                                                                               | Durée 65 min                                                                             | Nb. d’arrêts 30                                                                          | Matériel IVECO Evadys                                                                    | Jours de fonctionnement L, Ma, Me, J, V, S, D                                            | Jour / Soir / Nuit / Fêtes O / N / N / O                                                 | Voy. / an —                                                                              | Exploitant Transports Arôme                                                              |
| E18   | Desserte : - Ville et lieux desservis : Privas, Alissas, Chomérac, Saint-Lager-Bressac, Saint-Symphorien-sous-Chomérac, Baix, Cruas, Meysse, Rochemaure, Le Teil et Montélimar - Gares desservies : Gare de Montélimar. |                                                                                          |                                                                                          |                                                                                          |                                                                                          |                                                                                          |                                                                                          |                                                                                          |                                                                                          |
| E18   | Autre : - Amplitudes horaires : La ligne fonctionne du lundi au vendredi de 6 h 15 à 19 h 25, le samedi de 7 h 25 à 19 h 25 et les dimanches et fêtes à raison d'un aller-retour par jour. - Date de dernière mise à jour : 20 juillet 2021. |                                                                                          |                                                                                          |                                                                                          |                                                                                          |                                                                                          |                                                                                          |                                                                                          |                                                                                          |
| E18   | Dernière actualisation : — |                                                                                          |                                                                                          |                                                                                          |                                                                                          |                                                                                          |                                                                                          |                                                                                          |                                                                                          |
| E19   | Saint-Thomé — Les Crottes ⥋ Montélimar — Gare SNCF | Saint-Thomé — Les Crottes ⥋ Montélimar — Gare SNCF                                       | Saint-Thomé — Les Crottes ⥋ Montélimar — Gare SNCF                                       | Saint-Thomé — Les Crottes ⥋ Montélimar — Gare SNCF                                       | Saint-Thomé — Les Crottes ⥋ Montélimar — Gare SNCF                                       | Saint-Thomé — Les Crottes ⥋ Montélimar — Gare SNCF                                       | Saint-Thomé — Les Crottes ⥋ Montélimar — Gare SNCF                                       | Saint-Thomé — Les Crottes ⥋ Montélimar — Gare SNCF                                       | Saint-Thomé — Les Crottes ⥋ Montélimar — Gare SNCF                                       |
| E19   | Ouverture / Fermeture — / — | Longueur —                                                                               | Durée 45 min                                                                             | Nb. d’arrêts 19                                                                          | Matériel —                                                                               | Jours de fonctionnement L, Ma, Me, J, V, S                                               | Jour / Soir / Nuit / Fêtes O / N / N / N                                                 | Voy. / an —                                                                              | Exploitant Keolis Drôme-Ardèche                                                          |
| E19   | Desserte : - Ville et lieux desservis : Saint-Thomé, Viviers, Le Teil et Montélimar - Gares desservies : Gare de Montélimar. |                                                                                          |                                                                                          |                                                                                          |                                                                                          |                                                                                          |                                                                                          |                                                                                          |                                                                                          |
| E19   | Autre : - Amplitudes horaires : La ligne fonctionne du lundi au vendredi à raison de quatre allers-retours par jour et le samedi à raison d'un aller-retour par jour. - Date de dernière mise à jour : 20 juillet 2021. |                                                                                          |                                                                                          |                                                                                          |                                                                                          |                                                                                          |                                                                                          |                                                                                          |                                                                                          |
| E19   | Dernière actualisation : — |                                                                                          |                                                                                          |                                                                                          |                                                                                          |                                                                                          |                                                                                          |                                                                                          |                                                                                          |

#### Lignes E20 à E39
| Ligne | Caractéristiques | Caractéristiques                                                 | Caractéristiques                                                 | Caractéristiques                                                 | Caractéristiques                                                 | Caractéristiques                                                 | Caractéristiques                                                 | Caractéristiques                                                 | Caractéristiques                                                 |
| E20   | Pont-Saint-Esprit — Gambetta ⥋ Montélimar — Gare SNCF | Pont-Saint-Esprit — Gambetta ⥋ Montélimar — Gare SNCF            | Pont-Saint-Esprit — Gambetta ⥋ Montélimar — Gare SNCF            | Pont-Saint-Esprit — Gambetta ⥋ Montélimar — Gare SNCF            | Pont-Saint-Esprit — Gambetta ⥋ Montélimar — Gare SNCF            | Pont-Saint-Esprit — Gambetta ⥋ Montélimar — Gare SNCF            | Pont-Saint-Esprit — Gambetta ⥋ Montélimar — Gare SNCF            | Pont-Saint-Esprit — Gambetta ⥋ Montélimar — Gare SNCF            | Pont-Saint-Esprit — Gambetta ⥋ Montélimar — Gare SNCF            |
| ----- | --- | ---------------------------------------------------------------- | ---------------------------------------------------------------- | ---------------------------------------------------------------- | ---------------------------------------------------------------- | ---------------------------------------------------------------- | ---------------------------------------------------------------- | ---------------------------------------------------------------- | ---------------------------------------------------------------- |
| E20   | Ouverture / Fermeture — / — | Longueur —                                                       | Durée 70 min                                                     | Nb. d’arrêts 31                                                  | Matériel —                                                       | Jours de fonctionnement L, Ma, Me, J, V, S                       | Jour / Soir / Nuit / Fêtes O / N / N / N                         | Voy. / an —                                                      | Exploitant Keolis Drôme-Ardèche                                  |
| E20   | Desserte : - Ville et lieux desservis : Pont-Saint-Esprit, Saint-Martin-d'Ardèche, Saint-Just-d'Ardèche, Saint-Marcel-d'Ardèche, Bourg-Saint-Andéol, Pierrelatte, Saint-Montant, Viviers, Le Teil et Montélimar - Gares desservies : Gare de Montélimar. |                                                                  |                                                                  |                                                                  |                                                                  |                                                                  |                                                                  |                                                                  |                                                                  |
| E20   | Autre : - Amplitudes horaires : La ligne fonctionne du lundi au samedi de 6 h 20 à 19 h 45 environ. - Date de dernière mise à jour : 20 juillet 2021. |                                                                  |                                                                  |                                                                  |                                                                  |                                                                  |                                                                  |                                                                  |                                                                  |
| E20   | Dernière actualisation : — |                                                                  |                                                                  |                                                                  |                                                                  |                                                                  |                                                                  |                                                                  |                                                                  |
| E29   | Bourg-Saint-Andéol — Collège Laoul ⥋ Pierrelatte — Cité scolaire | Bourg-Saint-Andéol — Collège Laoul ⥋ Pierrelatte — Cité scolaire | Bourg-Saint-Andéol — Collège Laoul ⥋ Pierrelatte — Cité scolaire | Bourg-Saint-Andéol — Collège Laoul ⥋ Pierrelatte — Cité scolaire | Bourg-Saint-Andéol — Collège Laoul ⥋ Pierrelatte — Cité scolaire | Bourg-Saint-Andéol — Collège Laoul ⥋ Pierrelatte — Cité scolaire | Bourg-Saint-Andéol — Collège Laoul ⥋ Pierrelatte — Cité scolaire | Bourg-Saint-Andéol — Collège Laoul ⥋ Pierrelatte — Cité scolaire | Bourg-Saint-Andéol — Collège Laoul ⥋ Pierrelatte — Cité scolaire |
| E29   | Ouverture / Fermeture — / — | Longueur —                                                       | Durée 23 min                                                     | Nb. d’arrêts 8                                                   | Matériel —                                                       | Jours de fonctionnement L, Ma, Me, J, V, S                       | Jour / Soir / Nuit / Fêtes O / N / N / N                         | Voy. / an —                                                      | Exploitant Keolis Drôme-Ardèche                                  |
| E29   | Desserte : - Ville et lieux desservis : Bourg-Saint-Andéol et Pierrelatte - Gares desservies : Gare de Pierrelatte. |                                                                  |                                                                  |                                                                  |                                                                  |                                                                  |                                                                  |                                                                  |                                                                  |
| E29   | Autre : - Amplitudes horaires : La ligne fonctionne du lundi au vendredi à raison de cinq allers-retours par jour et le samedi à raison de deux allers-retours par jour. - Date de dernière mise à jour : 20 juillet 2021.                               |                                                                  |                                                                  |                                                                  |                                                                  |                                                                  |                                                                  |                                                                  |                                                                  |
| E29   | Dernière actualisation : — |                                                                  |                                                                  |                                                                  |                                                                  |                                                                  |                                                                  |                                                                  |                                                                  |
| E30   | La Voulte — Collège ⥋ Livron-sur-Drôme — Place Sibour | La Voulte — Collège ⥋ Livron-sur-Drôme — Place Sibour            | La Voulte — Collège ⥋ Livron-sur-Drôme — Place Sibour            | La Voulte — Collège ⥋ Livron-sur-Drôme — Place Sibour            | La Voulte — Collège ⥋ Livron-sur-Drôme — Place Sibour            | La Voulte — Collège ⥋ Livron-sur-Drôme — Place Sibour            | La Voulte — Collège ⥋ Livron-sur-Drôme — Place Sibour            | La Voulte — Collège ⥋ Livron-sur-Drôme — Place Sibour            | La Voulte — Collège ⥋ Livron-sur-Drôme — Place Sibour            |
| E30   | Ouverture / Fermeture 1er septembre 2020 / 31 aout 2023 | Longueur —                                                       | Durée 20 min                                                     | Nb. d’arrêts 6                                                   | Matériel —                                                       | Jours de fonctionnement L, Ma, Me, J, V                          | Jour / Soir / Nuit / Fêtes O / N / N / N                         | Voy. / an —                                                      | Exploitant SRADDA                                                |
| E30   | Desserte : - Ville et lieux desservis : La Voulte et Livron-sur-Drôme - Gares desservies : Gare de Livron. |                                                                  |                                                                  |                                                                  |                                                                  |                                                                  |                                                                  |                                                                  |                                                                  |
| E30   | Autre : - Amplitudes horaires : La ligne fonctionne du lundi au vendredi à raison de sept allers-retours par jour. - Date de dernière mise à jour : 20 juillet 2021.                                                                                     |                                                                  |                                                                  |                                                                  |                                                                  |                                                                  |                                                                  |                                                                  |                                                                  |
| E30   | Dernière actualisation : — |                                                                  |                                                                  |                                                                  |                                                                  |                                                                  |                                                                  |                                                                  |                                                                  |
| E31   | Le Pouzin — La Payre ⥋ Loriol-sur-Drôme — Centre | Le Pouzin — La Payre ⥋ Loriol-sur-Drôme — Centre                 | Le Pouzin — La Payre ⥋ Loriol-sur-Drôme — Centre                 | Le Pouzin — La Payre ⥋ Loriol-sur-Drôme — Centre                 | Le Pouzin — La Payre ⥋ Loriol-sur-Drôme — Centre                 | Le Pouzin — La Payre ⥋ Loriol-sur-Drôme — Centre                 | Le Pouzin — La Payre ⥋ Loriol-sur-Drôme — Centre                 | Le Pouzin — La Payre ⥋ Loriol-sur-Drôme — Centre                 | Le Pouzin — La Payre ⥋ Loriol-sur-Drôme — Centre                 |
| E31   | Ouverture / Fermeture 1er septembre 2020 / 31 aout 2023 | Longueur —                                                       | Durée 25 min                                                     | Nb. d’arrêts 11                                                  | Matériel —                                                       | Jours de fonctionnement L, Ma, Me, J, V                          | Jour / Soir / Nuit / Fêtes O / N / N / N                         | Voy. / an —                                                      | Exploitant SRADDA                                                |
| E31   | Desserte : - Ville et lieux desservis : Le Pouzin et Loriol-sur-Drôme - Gares desservies : Gare de Loriol. |                                                                  |                                                                  |                                                                  |                                                                  |                                                                  |                                                                  |                                                                  |                                                                  |
| E31   | Autre : - Amplitudes horaires : La ligne fonctionne du lundi au vendredi à raison de huit allers-retours par jour. - Date de dernière mise à jour : 20 juillet 2021.                                                                                     |                                                                  |                                                                  |                                                                  |                                                                  |                                                                  |                                                                  |                                                                  |                                                                  |
| E31   | Dernière actualisation : — |                                                                  |                                                                  |                                                                  |                                                                  |                                                                  |                                                                  |                                                                  |                                                                  |

### Doublages scolaires
- E86 : Montélimar ↔ Bourg-Saint-Andéol ↔ Bagnol-sur-Cèze
- E87 : Saint-Thomé ↔ Montélimar
- E88 : Montélimar ↔ Cruas ↔ Chomérac ↔ Privas (vers les établissements de Privas)
- E89 : Montélimar ↔ Privas (desserte établissements Le Teil et Montélimar)
- E90 : Doublage scolaire Saint-Paul-le-Jeune ↔ Vallon-Pont-d'Arc ↔ Aubenas
- E91 : Doublage scolaire Alès ↔ Les Vans ↔ Largentière ↔ Aubenas
- E92 : Doublage scolaire Le Cheylard ↔ Valence
- E94 : Doublage scolaire Saint-Félicien ↔ Saint-Jeure-d'Ay ↔ Annonay
- E95 : Doublage scolaire Andancette ↔ Saint-Rambert-d'Albon ↔ Andance ↔ Annonay
- E96 : Doublage scolaire Annonay ↔ Tournon
- E97 : Doublage scolaire Privas ↔ Tournon
- E98 : Doublage scolaire Montélimar/Aubenas ↔ Aubenas/Bourg-Saint-Andéol/Pierrelatte ↔ Saint-Paul-Trois-Châteaux/Aubenas
- E99 : Doublage scolaire Aubenas ↔ Privas ↔ Valence